# Hernán Llerena
Hernán Llerena Valderrama (28 de dezembro de 1928 — 14 de abril de 2010) foi um ciclista peruano que competiu em dois eventos nos Jogos Olímpicos de Londres 1948.